# みんなのうたお楽しみ枠
みんなのうたお楽しみ枠は、NHKの音楽番組『みんなのうた』の枠の1つ。

## 概要
放送枠が導入された当初は、テキストに「?」のマークが記されるのみの放送内容が明かされない枠だったが、2008年8・9月分よりみんなのうた公式ホームページで、お楽しみ枠として放送される楽曲が紹介されるようになった。
2006年8月 - 9月までは、主に5分版の（1997年以降）楽曲を放送していたが、2006年10月 - 11月に「これってホメことば?」「スノウドロップ」放送以降、2分半の楽曲も放送されるようになった。そのため、放送年度域が1961年からになった。
最近は、前月のヒット曲などを?枠で放送するようになったため、近年の楽曲が中心で偏った放送となっている。（「ぼくはくま」「MOTTAINAI〜もったいない〜」「ハーイ!グラスホッパー」「おしりかじり虫」「こんど、君と」などがそうである。）
また、2007年8月 - 9月と、10月 - 11月の放送楽曲は全く同じで、異例の事態となっている。2008年度以降の放送では、通常の再放送枠より、1週間に放送される回数が多くなった。
2008年12月 - 2009年1月、2021年6月-7月には、前月の新曲がすべて再放送されるというこれもまた異例の事態となっている。
2012年より1箇月単位で放送曲を差し替える時期（主に12月-1月と2月-3月）が見られるようになったが、2016年1月に放送予定だった「ポッケ（2015年10月-11月放送）」&「怪獣トットト（2015年8月-9月放送）」のカップリングと2016年3月に放送予定だった「見えない羽根（2014年12月-2015年1月放送）」&「かんかんからす（1982年4月-5月放送）」のカップリングは国会中継などが相次ぎ枠が休止になり未放送のまま終わっている。
2016年4月-5月から2019年2月-3月は3パターンの枠を用意するようになり, 1箇月単位での曲の差し替えも行われなくなった。
2019年4月-5月から2パターンの枠になり、その代わり、パプリカ枠（2019年度 - 2021年12月）、こんどはまるごとお届け（2022年1 - 3月）、ひろがれいろとりどり（2022・2023年度）が登場し、2021年2月-3月から「アンコール枠」へ名称変更となる
「お楽しみ枠」では最初2020年度以降の再放送となっていたが、2022年4月 - 5月では「こどもこころ」が再放送されたことにより放送年度域が2017年度以降過去6年分となった。（2023年2月～3月から放送開始から6年過ぎた「夢運んだランドセル」が再放送されていたため。2024年4月～5月放送楽曲では「超変身！ミネラルフォーマーズ」がアーカイブ枠に、「窓」がアンコール枠と予想外の事例も発生している。因みに「窓」が先に放送し、「超変身！」の方が後で放送していた。）
2024年度から公式や番組表で公表していない隠し枠「シークレット枠」が追加された。
2024年度からNHK-FM、湘南系でも放送開始された。（ラジオ第一、ラジオ第二は放送なし）2025年度はなし。

## 放送時間

### 2024年度（タイプA・B：渋谷　タイプC・D：T-st）
タイプA
- NHK総合テレビ　14:55 - （土曜日）
- Eテレ　12:45 - （水曜日）
- NHK-FM　16:55 - （日曜日）
- 湘南ムービー　3:25 - （水、金曜日）23:45 - （水曜日）

タイプB
- Eテレ　11:55 - （金曜日）
- NHK-FM　22:55 - （土曜日）
- 湘南ムービー　3:25 - （木、土曜日）

タイプC（シークレット枠）
- 湘南ムービー　3:25 - （火曜日）
- 湘南ラジオ　　3:50 - （土曜日）

タイプD（シークレット枠）
- 湘南ムービー　2:15 - （水曜日）（2024年8月～9月のみ）

12月～翌1月
タイプA
- NHK総合テレビ　14:55 - （土曜日）
- Eテレ　12:45 - （水曜日）
- NHK-FM　16:55 - （日曜日）
- 湘南ムービー　3:25 - （水、金曜日）23:45 - （月、水曜日）
- 湘南ラジオ　　1:50 - （水、金曜日）3:50 - （火、木、土曜日）

タイプB
- Eテレ　11:55 - （金曜日）
- NHK-FM　22:55 - （土曜日）
- 湘南ムービー　3:25 - （木、土曜日）23:45 - （火曜日）
- 湘南ラジオ　　1:50 - （火、木曜日）3:50 - （水、金曜日）

タイプC（シークレット枠）
- 湘南ムービー　3:25 - （火曜日）
- 湘南ラジオ　　1:50 - （土曜日）

翌2月～翌3月
タイプA
- NHK総合テレビ　14:55 - （土曜日）
- Eテレ　12:45 - （水曜日）
- NHK-FM　16:55 - （日曜日）
- 湘南ムービー　23:45 - （月、水曜日）
- 湘南ラジオ　　1:50 - （水、金曜日）

タイプB
- Eテレ　11:55 - （金曜日）
- NHK-FM　22:55 - （土曜日）
- 湘南ムービー　23:45 - （火曜日）
- 湘南ラジオ　　1:50 - （火、木、土曜日）

タイプC（シークレット枠）
- 湘南ムービー　3:25 - （金曜日）
- 湘南ラジオ　　0:10 - （火曜日）

タイプD（シークレット枠）
- 湘南ムービー　3:25 - （土曜日）
- 湘南ラジオ　　0:10 - （水曜日）

### 2022・2023年度
- NHK総合テレビ　14:55 - （土曜日）
- Eテレ　11:55 - （金曜日）12:45 - （水曜日）

### 2020・2021年度
- NHK総合テレビ　00:40-(～11月)→00:35-(12月～) (月曜日)　04:25- (日曜日)(2021年1月まで)
- Eテレ　13:45- (金曜日)　16:00- (金曜日)(2021年1月まで)

### 2018年度
- NHK総合テレビ　00:35- (月曜日)　23:50- (金曜日)
- Eテレ　07:55- (日曜日)　13:45- (金曜日)　16:00- (金曜日)

### 2017年度
- NHK総合テレビ 00:05 - （土曜日　金曜深夜）　※大阪府、京都府、兵庫県、和歌山県、奈良県、滋賀県、沖縄県においては放送なし
- Eテレ　12:55 - （月曜日）　08:55 - （金曜日）　16:00 - （金曜日）　07:00 - （日曜日）

### 2012年度
- NHK総合テレビ 13:55 - （土曜日）
- NHK教育テレビ 16:00 - （金曜日）

### 2009年度
- NHK総合テレビ 9:55 - （金曜日）
  - 高校野球や、国会中継の際は中止
- NHK総合テレビ 13:55 - （金曜日）
  - 高校野球や、国会中継の際は中止
  - 4月 - 7月は、各枠ごとの放送楽曲を固定して放送している。
  - 8月 - 9月は、1月目は9:55枠で2枠を隔週放送して13:55枠は別曲を固定で、2月目は9:55枠を前月の1曲で固定、13:55枠を9:55枠以外のもう1曲を固定で放送し、前月の13:55枠の楽曲の放送はなかった。
  - 10月は、8月と同様に放送しているが、11月については不明。

### 2008年度
- NHK総合テレビ 9:55 - （金曜日）
  - 高校野球や、国会中継の際は中止
- NHK総合テレビ 13:55 - （金曜日）
  - 高校野球や、国会中継の際は中止
- NHK教育テレビ 14:50 - （水曜日）
  - 4月 - 5月は、14:50 - と9:55 - が同内容、13:55 - はそれとは別曲を放送し、それぞれ隔週で入れ替えて放送していた。
  - 6月 - 7月以降は、各枠ごとの放送楽曲を固定して放送している。
  - 2月 - 3月は、14:50 - 枠のみ隔週で放送楽曲を変更。

### 2007年度
4月 - 9月
- NHK総合テレビ 4:55 - （土曜日）
- NHK総合テレビ 13:45 - （日曜日）
  - 高校野球や、その他サッカーなどのスポーツ中継などがある場合中止。よって中止の確率がかなり高い。
  - 放送は、4月 - 5月は、4:55 - と13:45 - がそれぞれ別曲で、隔週で入れ替わっていた。6月 - 9月は、隔週放送。1・3・5・7・9週目、2・4・6・8週目はそれぞれ同内容。2つの枠もそれぞれ同じ週には同内容。

10月 -
- NHK総合テレビ 9:55 - （金曜日）
  - 高校野球や、国会中継の際は中止
- NHK総合テレビ 16:55 - （金曜日）
  - 高校野球や、国会中継、大相撲中継の際は中止
- NHK総合テレビ 13:45 - （日曜日）
  - サッカーなどのスポーツ中継などがある場合中止。よって中止の確率がかなり高い。
  - 10月 - 11月、及び2月 - 3月は、9:55 - と13:45 - が同内容、16:55 - はそれとは別曲を放送し、それぞれ隔週で入れ替えて放送していた。
  - 12月 - 1月は、16:55 - と13:45 - が同内容、9:55 - はそれとは別曲を放送し、それぞれ隔週で入れ替えて放送している。

### 2006年度
4月 - 11月
- NHK総合テレビ 9:55 - （金曜日）
  - 高校野球や、国会中継の際は中止
  - 放送は、隔週放送。1・3・5・7・9週目、2・4・6・8週目はそれぞれ同内容

12月 - 3月
- NHK総合テレビ 9:55 - （金曜日）
  - 高校野球や、国会中継の際は中止
- NHK総合テレビ 16:55 - （金曜日）
  - 高校野球や、国会中継、大相撲中継の際は中止
  - 放送は、9:55 - と16:55 - で別内容。それぞれの枠の放送楽曲が入れ替わることはない。

## 放送曲一覧

### 2018年度
- 2018年4月 - 5月
  - 桜の季節（EXILE ATSUSHI）
  - ありがとう（レミオロメン）
  - 忘れないよ（D-51）
  - エコー～こだまする歌～（NHK東京児童合唱団）
  - ブーアの森へ（忌野清志郎）
  - まっくら森の歌（谷山浩子）

### 2012年度
- 2012年6月 - 7月
  - 6さいのばらーど （ゆーゆ）
  - おしりの山はエベレスト （おしりかじり虫）
  - 幸せのカバン （ベッキー♪#）
- 2012年4月 - 5月
  - おしりかじり虫 （おしりかじり虫）
  - しあわせの時計（ハル＆チッチ歌族、石巻市立雄勝小学校のみんな）
  - 6さいのばらーど （ゆーゆ）
  - てんとうむし （ワタナベフラワー）

### 2009年度
- 2009年10月 - 11月
  - PoPo Loouise（栗コーダーカルテット＆UA）
  - グラスホッパー物語（高見のっぽ）
  - ひよこぐも（アヤカ・ウィルソン）
  - かつおぶしだよ人生は（加藤清史郎&アングル☆させ）
- 2009年8月 - 9月
  - I'm here with you 〜アイム・ヒア・ウィズ・ユー〜（遊佐未森）
  - コイシテイルカ（さかなクン）
  - 二人ぼっち時間（しいなりんご）
  - アロハえだまめ（ハル＆チッチ歌族）
- 2009年6月 - 7月
  - コイシテイルカ（さかなクン）
  - サルサ いいな いいね（Hey! Say! 7）
  - 翼が今（笹本玲奈）
- 2009年4月 - 5月
  - セルの恋（中川晃教）
  - 虹色ラブレター（諫山実生）

### 2008年度
- 2009年2月 - 3月
  - ママの結婚（坂田おさむ）
  - 手紙 〜拝啓 十五の君へ〜（アンジェラ・アキ）
  - 晴れ舞台（ジェロ）
  - 数え歌（池田綾子）
  - 遠い恋の物語（冨永裕輔）
- 2008年12月 - 2009年1月
  - ねっこ君（山本譲二）
  - 数え歌（池田綾子）
  - あした会おうね（乙三.）
  - PoPo Loouise（栗コーダーカルテット&UA)
- 2008年10月 - 11月
  - オランガタン（惣領泰則とジムロックス）
  - 切手のないおくりもの（財津和夫）
  - 光のゲンちゃん(SHOWTA.)
  - フルサト(NOKKO&GO)
  - 手紙 〜拝啓 十五の君へ〜（アンジェラ・アキ）
- 2008年8月 - 9月
  - それ行け 3組（西六郷少年少女合唱団）
  - 東の島にコブタがいた（BAKUFU-SLUMP）
  - セルの恋（中川晃教）
  - MOTTAINAI〜もったいない〜（ルー大柴&仁井山)
  - 花の海（森の木児童合唱団）
- 2008年6月 - 7月
  - ああ おかしいね（東京放送児童合唱団）
  - 五匹のこぶたとチャールストン（東京放送児童合唱団）
  - HANA（暮部拓哉）
  - わたげのお散歩（イノトモ）
  - おはようのうた（本間絹子）
- 2008年4月 - 5月
  - おはようのうた（本間絹子）
  - じーじのえてがみ〜グランドファザーズ・レター〜（上野樹里）
  - なんのこれしき ふろしきマン（水木一郎）

### 2007年度
- 2008年2月 - 3月
  - おしりかじり虫（おしりかじり虫）
  - ぼくはくま（宇多田ヒカル）
  - MOTTAINAI〜もったいない〜（ルー大柴&仁井山）
  - ギンガムチェックの小鳥（湯川潮音）
- 2007年12月 - 2008年1月
  - おしりかじり虫（おしりかじり虫）
  - WINNER(RYTHEM)
  - グラスホッパー物語（高見のっぽ）※12月放送
  - ハーイ!グラスホッパー（高見のっぽ）※1月放送
- 2007年10月 - 11月
  - ハーイ!グラスホッパー（高見のっぽ）
  - MOTTAINAI〜もったいない〜（ルー大柴&仁井山）
  - おしりかじり虫（おしりかじり虫）
- 2007年8月 - 9月
  - MOTTAINAI〜もったいない〜（ルー大柴&仁井山）
  - おしりかじり虫（おしりかじり虫）
  - ハーイ!グラスホッパー（高見のっぽ）
- 2007年6月 - 7月
  - これってホメことば?（ことばおじさんとアナウンサーズ）
  - MOTTAINAI〜もったいない〜（ルー大柴&仁井山）
  - ハーイ!グラスホッパー（高見のっぽ）
- 2007年4月 - 5月
  - ぼくはくま（宇多田ヒカル）
  - コンピューターおばあちゃん（酒井司優子）
  - グラスホッパー物語（高見のっぽ）

### 2006年度
- 2007年2月 - 3月 
  - クロ（遊佐未森）
  - ぼくはくま（宇多田ヒカル）
  - ホャホャラー（安齋肇とフーレンズ）
- 2006年12月 - 2007年1月
  - 勇気をだして（吉幾三）
  - Hello Again, JoJo（平原綾香）
  - フンコロガシは、忙しい。（伊武雅刀）
  - こたつむすめでテケテケテ（野沢直子）
- 2006年10月 - 11月
  - チグエソ 地球の空の下で（ユ・ヘジュン）
  - これってホメことば?（ことばおじさんとアナウンサーズ）
  - スノウドロップ（林明日香）
- 2006年8月 - 9月
  - みんなのうみ(TUBE)
  - さとうきび畑（森山良子）
- 2006年6月 - 7月
  - はる なつ（茂森あゆみ）
  - カゼノトオリミチ（堀下さゆり）
- 2006年4月 - 5月
  - ママの結婚（坂田おさむ）
  - グラスホッパー物語（高見のっぽ）